# Companhia de Eletricidade do Amapá
A Equatorial Energia Amapá, antiga Companhia de Eletricidade do Amapá (CEA), é uma empresa de comercialização e distribuição de energia elétrica localizada no estado do Amapá, Brasil. 
É uma empresa controlada pela Equatorial Energia.

## História

### 1956-2015: Criação e federalização
A Companhia de Eletricidade do Amapá foi criada em 1956 e possuía o Governo do Amapá como acionista majoritário. Com a criação do Território Federal do Amapá e a descoberta de grande jazida de manganês na Serra do Navio, a administração pública, através da CEA, empenhou-se em construir e operar os sistemas de produção, transmissão e distribuição de energia no Território. Em 1960, a empresa recebeu do governo do território o acervo de usina e rede de distribuição, passando a operar com capacidade instalada de 1.150 KVA e apenas um alimentador.
Em 1976, foi inaugurada a primeira hidrelétrica da Amazônia, localizada na Vila do Paredão, município de Ferreira Gomes, distante 140 km de Macapá. Em 1979, O governador Aníbal Barcelos, inaugurou o sistema de distribuição de energia elétrica 24h de Mazagão. Em 1984, ocorreu a ampliação do sistema elétrico de Laranjal do Jari e em 1993 a ampliação se expandiu para Oiapoque, onde a geração de energia era de origem russa. Os municípios de Calçoene e Amapá passaram a ser atendidos pela Hidrelétrica Coaracy Nunes em 2001.
Finalmente em 2015, o Amapá é interligado ao Sistema Elétrico Nacional, com o processo de federalização, tendo a Eletrobrás como antiga gestora, nomeando a estrutura administrativa principal que é Presidência, a Diretoria Administrativa Financeira e a Diretoria de Planejamento e Expansão, ficando assim, somente a Diretoria de Operações concebidas pelo governo do Amapá.

### 2021: Privatização
Em 25 de julho de 2021, a companhia foi leiloada em lance único através de processo de desestatização, pelo valor de R$50 mil reais, pela empresa Equatorial Energia, que foi a única a dar lance na sessão pública. O novo investidor terá que aplicar de forma imediata R$ 400 milhões na companhia e deve assumir a administração da distribuidora até dezembro de 2021. A Concessão é pelo período de 30 anos.